# Bitmessage
Bitmessage je v informatice název decentralizovaného, šifrovaného, peer-to-peer a důvěryhodného komunikačního síťového protokolu, který může být využíván pro odesílání šifrovaných e-mailů jiné osobě či skupině osob. V roce 2013 získal Bitmessage pozornost a příval nových uživatelů díky zveřejnění informací o sledování e-mailové komunikace agenturou NSA. V červnu 2014 zpracovávala síť několik tisíc soukromých zpráv denně.

## Charakteristika
Bitmessage šifruje všechny e-maily uživatele pomocí šifrování veřejným klíčem a kopíruje zprávu do peer-to-peer sítě. Smíchání zpráv se schránkami ostatních uživatelů je prováděno z důvodu zamaskování a utajení identity uživatelů, zabránění odposlechu a umožnění síti fungovat decentralizovaným způsobem. Komunikační protokol Bitmessage zabraňuje spoofingu uživatelů skrze autentizaci a skrývá metadata před odposlouchávajícími systémy.